# Бои при Небовидах, Габрах и Немецком Броде
Бои при Небовидах, Габрах и Немецком Броде — вооружённые столкновения во время гуситских войн, произошедшее с 6 по 10 января 1422 года возле Кутной Горы и Гавличкува Брода. Это были последние бои второго крестового похода против гуситов, в ходе которых гуситы во главе с Яном Жижкой одержали победу над войсками императора и короля Сигизмунда Лотарингского и заставили армию крестоносцев отступить.
22 декабря 1421 года предводителю гуситов Яну Жижке удалось застать врасплох войска короля Сигизмунда, прорвать окружение у Кутной Горы и отступить к Колину. Сигизмунд счёл этот тактический маневр своей победой и, не преследуя противника более энергично, позволил своим воинам расположиться у Кутной Горы лагерями по окрестным деревням и укрыться от морозной погоды. 

## Бой при Небовидах
Получив дополнительные подкрепления из районов Йичина и Турнова, Жижка через шесть дней после Нового года снова двинулся к Кутной Горе. Здесь 6 января 1422 года у Небовид (примерно в 6–7 км от города) королевский авангард был застигнут врасплох и попытался сразиться с гуситами на холме южнее села. Некоторое количество венгров погибло во время столкновения, результат был явно в пользу гуситов. 
Король Сигизмунд вскоре понял, что нет смысла собирать разрозненные войска или дальше организовывать сопротивление, и вся армия крестоносцев начала отступление к Немецкому Броду. В ту же ночь крестоносцы подожгли Кутную Гору, которую гуситы без промедления начали тушить. Не успели они справиться с огнём, как быстро двинулись по следам бегущих крестоносцев.

## Бой при Габрах
Командирам крестоносцев во главе с итальянским полководцем Филиппом Сколари удалось сосредоточить часть бегущей армии примерно в 30 километрах от Кутной Горы, недалеко от городка Габры. Здесь крестоносцы заняли оборонительную позицию на возвышенном участке и ждали прихода противника. Однако их оборона развалилась сразу после первой атаки гуситов. Затем чешские войска энергично преследовали бегущих солдат противника примерно на расстоянии 20 км, убивая их вплоть до Немецкого Брода.

## Бои при Немецком Броде
Здесь крестоносцы попытались в очередной раз противостоять гуситам в чистом поле, чтобы прикрыть бегство короля. Однако и этот бой, произошедший ранним вечером, закончился катастрофой для венгерских и австрийских войск. Несколько сотен погибло, провалившись под лёд, когда пытались бежать через замерзшую Сазаву. 
Некоторое количество католических солдат отступило в Немецкий Брод, чтобы участвовать в его обороне. Наступление на город произошло на второй день. Под огнём артиллерии с обеих сторон гуситы пытались штурмовать стены, но защитникам удавалось удерживать их до раннего вечера. На следующий день, 10 января, гуситы начал переговоры с городскими командирами о капитуляции. В этот момент было объявлено перемирие между обеими сторонами. Однако во время переговоров о капитуляции часть гуситов не соблюдала перемирие, и они вошли в город без ведома Жижки. В течение следующих нескольких часов они убили тысячу пятьсот солдат противника и местных жителей. Несколько человек были выброшены в окна местной ратуши. В конце концов, город был подожжен. Не исключено, что события в Немецком Броде были местью за резню, развязанную крестоносцами 21 декабря 1421 года в Кутной Горе.
Эти бои в районе Кутной Горы ознаменовали конец второго крестового похода против гуситов. Пятидневное контрнаступление Жижки и по планированию, и по исполнению стало одной из самых блестящих побед гуситского оружия.